# Classe Brandenburg (frégate)
Pour les articles homonymes, voir Classe Brandenburg.
La classe F123 Brandenburg est une classe de frégates allemandes. Ces frégates ont été commandées par la marine allemande en juin 1989 puis achevées et mises en service entre 1994 et 1996 pour remplacer les destroyers de classe Hamburg. Ces navires mènent principalement des opérations de lutte anti-sous-marine (ASM), mais ils contribuent également à la défense antiaérienne locale, au commandement tactique des escadrons navals et aux opérations de guerre de surface. Avec les frégates de la classe F124 Sachsen, elles sont le pilier de la flotte de surface allemande.

## Historique
Malgré leur modernisation, les quatre destroyers de la classe précédente Hamburg, destinés à l’escorte en mer du Nord et dans l’Atlantique Nord, étaient technologiquement obsolètes dans les années 1980. Ils ne disposaient pas d’un hélicoptère embarqué pour la recherche de sous-marins et leur propulsion reposait sur des turbines à vapeur et des chaudières. Leur remplacement était donc indispensable.
En 1989, le constructeur naval Blohm + Voss est désigné pour concevoir entièrement ces nouveaux bâtiments et les construire. La proposition de Bremer Vukan de commander des navires de la classe Bremen modifiés est alors rejetée. Les deux entreprises ayant déjà collaboré sur le nouveau design F123, le directeur de Vulkan, Friedrich Hennemann, a alors estimé que Blohm + Voss l'avait illégitimement présenté comme leur propre design.
La quille de la première frégate Brandenburg a été posée Hambourg en février 1992 et elle est entrée en service en octobre 1994. Le dernier navire, Mecklenburg-Vorpommern est entré en service en décembre 1996.

## Caractéristiques techniques

### Caractéristiques générales et machinerie
Les frégates mesurent 138,85 mètres de long, 16,7 mètres de large, et ont un tirant d’eau maximal de 6,3 mètres. Conçues pour être plus furtives, les navires ont une signature radar équivalente à un dixième de celle de la frégate de la précédente classe Bremen.
Elles utilisent un système de propulsion CODOG, combinant deux moteurs diesel MTU et deux turbines à gaz General Electric LM2500 pour une puissance totale de 38 MW. Le navire atteint une vitesse maximale de plus de 29 nœuds (54 km/h).

### Armement
Leurs principales armes anti-sous-marines sont les torpilles Mark 46 portées par les hélicoptères embarqués Sea Lynx. Ces torpilles peuvent également être lancées à partir de deux lanceurs situés derrière les cheminées des navires.
Pour la défense contre les missiles anti-navires et les avions, deux modules de système de lancement vertical Mark 41 comprenant 8 cellules chacun sont situés devant le pont. Ils peuvent accueillir 16 missiles Sea Sparrow ou 64 ESSM, dérivé plus moderne, ayant une portée de plus de 50 km. Deux lance-missiles (RAM) Mark 49 avec 21 missiles chacun sont dédiés à la défense aérienne à courte portée contre les missiles. Ils sont situés à l’avant et à l’arrière du navire.
Deux lanceurs quadruples pour 8 missiles Harpoon anti-navire sont situés entre le mât principal et les cheminées. Ils ont remplacé deux lanceurs doubles qui accueillaient 4 missiles MM38 Exocet.
Un canon naval compact OTO Melara de 76 mm se trouve devant le lanceur de missiles frontal. Les navires disposent également de deux canons automatiques MLG 27 qui ont remplacé le précédent Rh-202, ainsi que quatre mitrailleuses.

### Senseurs et contre-mesures
L'équipement de détection des frégates se compose d'un radar 2D de recherche aérienne (LW 08) de Thales Nederland, d'un radar 3D multifonctions (SMART-S), de deux radars de contrôle de tir STIR 180, ainsi que de deux radars de navigation Raytheon. Le SMART-S suit les objets aériens et de surface et peut repérer des cibles à l’aide des radars de contrôle de tir STIR chargés d’éclairer l’objet suivi pour les missiles semi-actifs Sea Sparrow. Les radars STIR sont situés sous le SMART-S et devant les radars LW 08.
Les contre-mesures électroniques sont fournies par une suite ECM EADS FL-1800S.
La classe est équipée d’un sonar d’étrave Atlas Elektronik DSQS-23BZ. Les navires devaient recevoir des sonars actifs à basse fréquence dans le cadre du programme franco-allemand LFTASS, mais la France s’est retirée en 2000. Ils utilisent maintenant un dérivé du sonar britannique 2087 et le Bayern a reçu un prototype TASS 6-3.

### Modernisation
À partir de 2010, la classe F123 est modernisée dans le cadre du projet Fähigkeitsanpassung FüWES (FAF). La composante principale de ce programme concerne le système de gestion de combat, pour lequel est installé SABRINA 21, une version du système Thales Nederland TACTICOS. Les navires reçoivent également une mise à niveau IFF pour leur système radar secondaire EADS/Hensoldt MSSR 2000 I. Cependant, les radars primaires 2D et 3D n'ont pas été modernisés.
En juillet 2021, l’entreprise suédoise de défense Saab obtient un contrat pour la livraison et l’installation de ses radar Sea Giraffe 4A (remplaçant la LW 08), Sea Giraffe 1X (remplaçant la SMART-S), du radar de conduite de tir CEROS 200, ainsi que du système de gestion de combat 9LV et le remplacement du système IFF. Les travaux seront réalisés dans les installations du chantier naval allemand Abeking & Rasmussen, avec le soutien logistique d’ESG.

## Navires
Tous les navires de cette classe sont nommés à partir de Länder allemands et basés à Wilhelmshaven au sein du 2e escadron de frégates (2. Fregattengeschwader) de la marine allemande.
| Numéro de coque | Nom                    | Indicatif | Pose de la quille | Chantier naval | Lancement       | Entrée en service |
| --------------- | ---------------------- | --------- | ----------------- | -------------- | --------------- | ----------------- |
| F215            | Brandenburg            | DRAH      | 11 février 1992   | Blohm + Voss   | 28 août 1992    | 14 octobre 1994   |
| F216            | Schleswig-Holstein     | DRAI      | 1 juillet 1993    | Howaldtswerke  | 8 juin 1994     | 24 novembre 1995  |
| F217            | Bayern                 | DRAJ      | 16 décembre 1993  | Nordseewerke   | 30 juin 1994    | 15 juin 1996      |
| F218            | Mecklenburg-Vorpommern | DRAK      | 23 novembre 1993  | Bremer Vulkan  | 23 février 1995 | 6 décembre 1996   |

## Service
Le matin du 9 décembre 2015, le Mecklenburg-Vorpommern est impliqué dans une collision avec le porte-conteneur Nordic Bremen alors qu'il transitait par le canal de Kiel. Le choc occasionne une brèche de 4 mètres le long de la proue au niveau du pont principal.
De août 2021 à février 2022, le Bayern est passé par la Corne de l’Afrique, l’Australie et le Japon dans le cadre d’un déploiement indo-pacifique, en effectuant de nombreuses escales sur le chemin. Le ministre japonais des Affaires étrangères, Nobuo Kishi, avait demandé à l’Allemagne d’envoyer un navire de guerre en Asie de l’Est et de participer à des exercices avec les forces des Forces maritimes d'autodéfense japonaises.

## Images

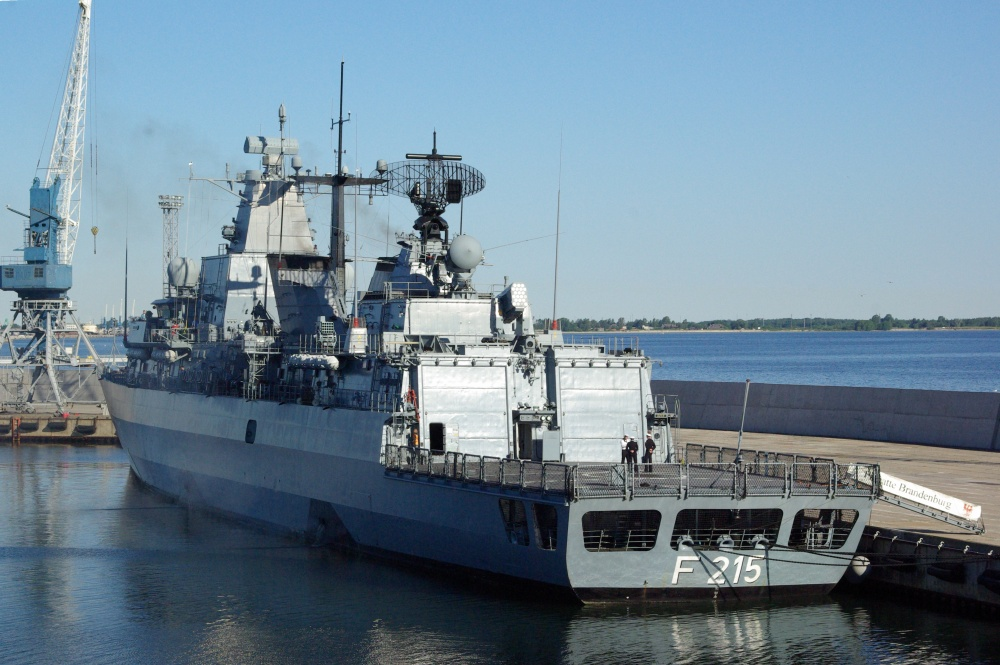
Frégate Brandenburg F215
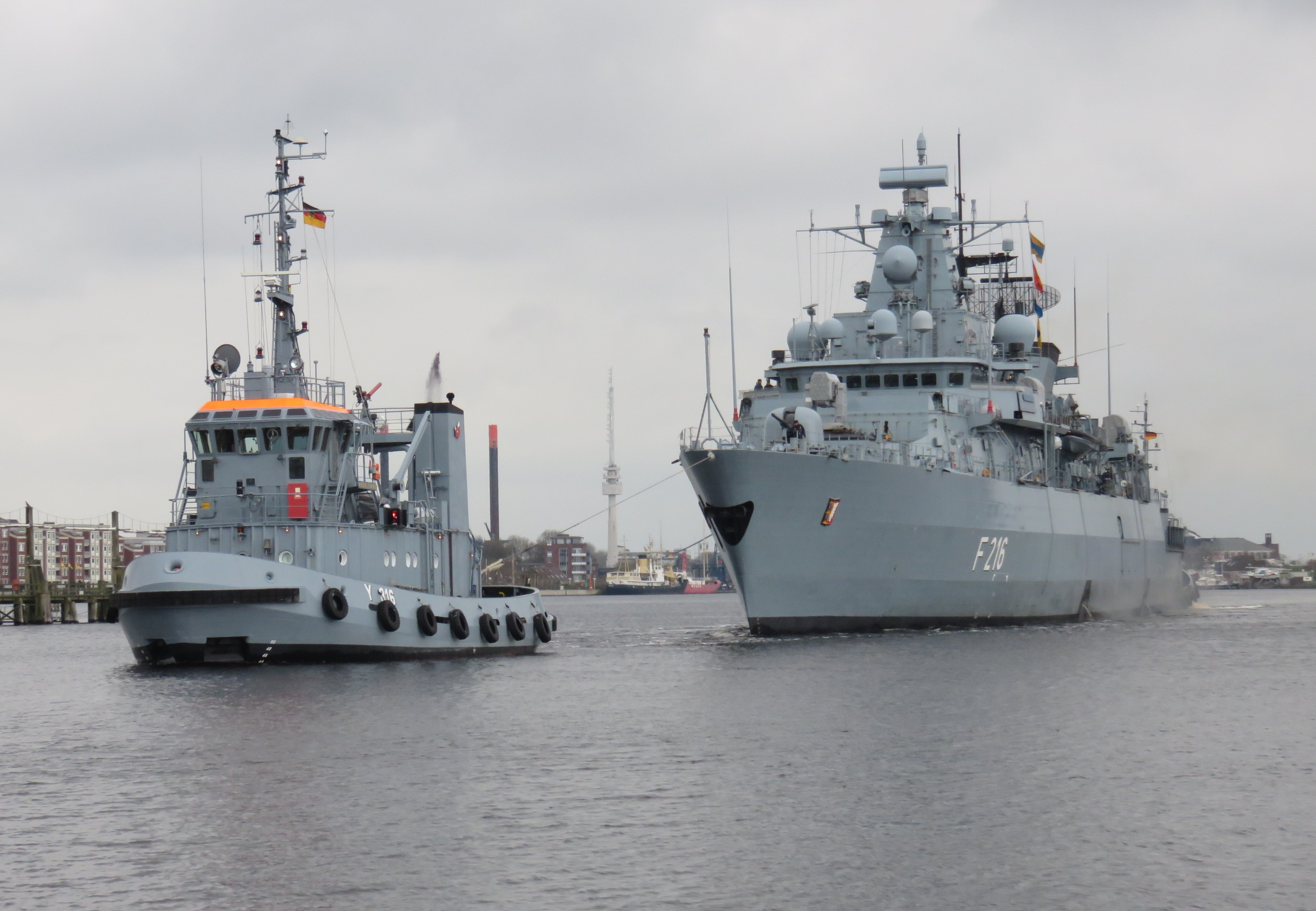
Frégate Schleswig-Holstein F216
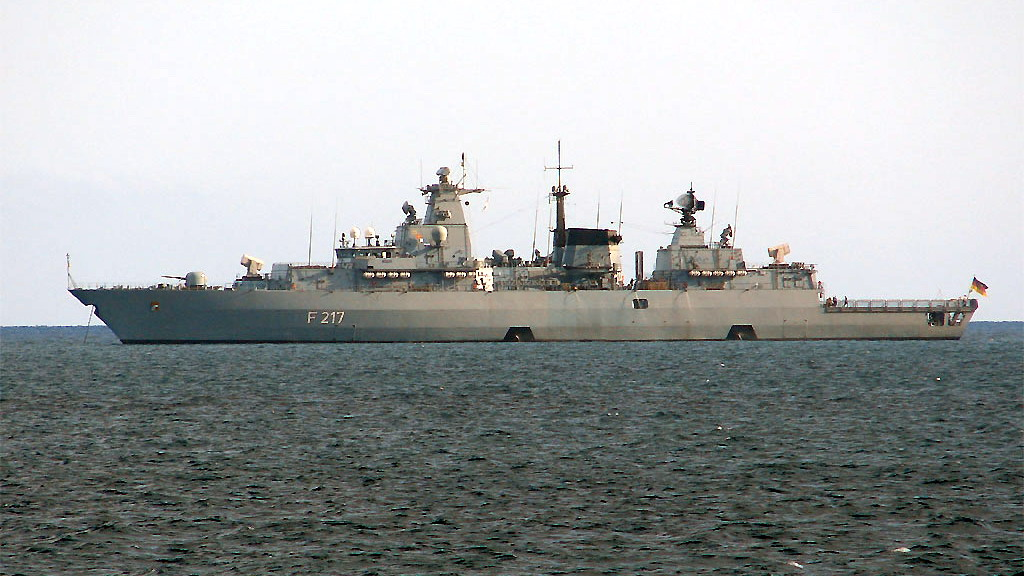
Frégate Bayern F217
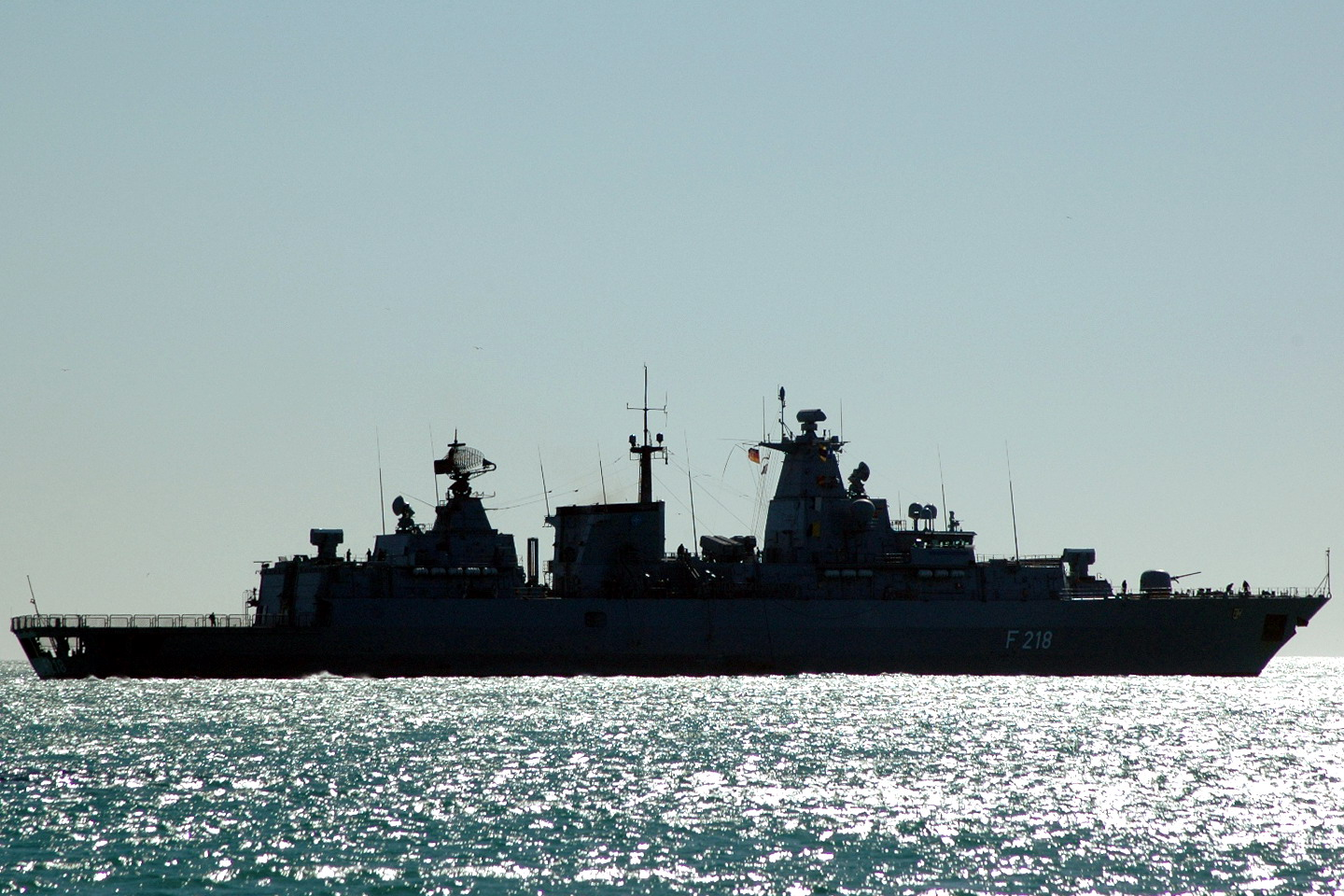
Frégate Mecklenburg-Vorpommern F218